# Matěj Balga
Matěj Balga (* 27. listopadu 1990 Hodonín) je český cestovatel. Pochází z Hodonína. Po ukončení střední školy procestoval na bazarovém jízdním kole část jižní Evropy. V roce 2014 se vydal na cestu směrem na východ. Původně plánoval projet na konec Hedvábné stezky. Následně se však rozhodl pokračovat. Dostal se tedy na Aljašku, odkud pokračoval dále na jih. Ze San Francisca se však vrátil zpět do Vancouveru, kde se na nějaký čas usadil a po půl roce odletěl do Mexika, kde navázal na svou cestu jižním směrem. Oblast Darién Gap, kde není silnice, projel na malém člunu po moři. Později se začal opět stáčet směrem na východ, rozhodl se na člunu projet část Amazonky. Nakonec odletěl do Dakaru, odkud pokračoval směrem na sever do Evropy. Své zážitky popisuje na svém internetovém blogu a roku 2018 vydal knihu Saudade: Na kole a v kajaku kolem světa.